# Frankenteich (Harz)
Der Frankenteich (auch Sägemühlenteich) ist eine alte Talsperre im Harz. Er wurde 1716 unter der Leitung von Bergwerksdirektor Christian Zacharias Koch für den Bergbau angelegt und ist der größte Teich des Unterharz. Seit 1901 dient er der Trinkwasserversorgung von Straßberg. Gestaut werden verschiedene Quellarme des Rödelbachs. Ein Graben verband ursprünglich den oberen Kiliansteich mit dem Frankenteich. Am Fuße des Dammes führt der Stollgraben vom nahe gelegenen Kiliansteich vorbei und gehört wie dieser zum Flächendenkmal Unterharzer Teich- und Grabensystem.
Der auf Ton- und Quarzitschiefer gegründete Staudamm ist mit einer Innendichtung aus Rasensoden abgedichtet. Der Erddamm wurde 1973 instand gesetzt und dabei nicht erhöht. Bei der Instandsetzung wurde am Grundablass in der Dammmitte ein Schlitz abgetragen und mit einer neuen Dichtung aus Lehm und Ton und neuen Rohrleitungen wieder aufgebaut.